# Muchacha de barrio
Muchacha de barrio é uma telenovela mexicana, produzida por Ernesto Alonso para a Televisa e exibida pelo El Canal de las Estrellas entre 15 de outubro de 1979 e 18 de julho de 1980.
Inicialmente era exibida às 19:00, mas a partir de 14 de abril de 1980 , foi transferida para 21:30 e a partir de 2 de junho para às 21:00.
A trama foi protagonizada por Ana Martín, Humberto Zurita e Guillermo Murray.

## Sinopse
Laura é uma menina de um bairro alegre e animado que vive com sua mãe Rosa e seu padrasto Pancho. Com seus estudos de contabilidade, Laura consegue um emprego em uma companhia de jornal propriedade de Pablo Moncada aonde trabalha seu filho adotivo Raul. Laura e Raul se conhecem e se apaixonam,mas devido a várias circunstâncias, incluindo segredos de família que vem a tona tende a separá-los,mas no final encontram a verdadeira felicidade.

## Elenco
- Ana Martín - Laura
- Humberto Zurita - Raúl Moncada
- Guillermo Murray - Pablo Moncada
- René Casados - Ernesto Moncada
- Kitty de Hoyos - Susana/La Chata
- Magda Guzmán - Rosa
- Sergio Jiménez - Pancho
- Nubia Martí - Denisse
- Tony Bravo - Norberto
- Ernesto Bañuelos - Juan Morales "Joao"
- Jorge del Campo - Víctor
- Héctor Flores - Dr. Galindo
- Patricia Rivera - Elena
- Ana Laura Maldonado - Deborah
- Oscar Morelli - Eugenio